# Ричард де Перси
Ричард де Перси (англ. Richard de Percy; 1170 (?) — 1244, до 18 августа) — английский аристократ, 5-й феодальный барон Перси с ок. 1202/1204 года, сын Жоселина де Лувена, кастеляна Арундела, и Агнес де Перси.
Ричард смог получить родовые владения в обход прав малолетнего племянника, что вызвало после достижения последним совершеннолетия юридический спор. Во время Первой баронской войны в 1214—1217 годах Ричард был среди противников короля Иоанна Безземельного, он был среди 25 баронов, заставивших короля подписать Великую хартию вольностей, за что в декабре 1215 года был отлучён папой римским от церкви. В правление Генриха III Ричард держался в тени, не играя особой роли в королевской политике. Он умер в 1244 году, его владения и титул унаследовал племянник, Уильям III де Перси.

## Биография
Ричард был вторым из четырёх сыновей Жоселина де Лувена, перебравшегося из Лувена в Англию к своей сестре Аделизе, 2-й жене короля Генриха I Боклерка, и Агнес де Перси, происходившей из англо-нормандского рода Перси, родоначальник которого после Нормандского завоевания получил владения в Йоркшире и Линкольншире. После смерти отца, Уильяма II де Перси, Агнес и её муж Жоселин смогли получить большую часть владений Перси: маноры в Йоркшире, Топклифф и Симер в Северном Йоркшире, а также ряд владений в Линкольншире и Хэмпшире. Кроме того, дети Жоселина и Агнес в итоге усвоили родовое прозвание матери — Перси.
Ричард, возможно, родился в 1170 году, но в источниках он впервые упоминается в 1181 году. Его отец умер в 1180 году, а около 1202/1204 года умерла Агнес де Перси. Поскольку старший брат Ричарда, Генри, умер до 1198 года, а его сын и наследник Уильям, родившийся около 1191/1193 года был ещё мал, то Ричард потребовал себе владения матери, вероятно, используя прецедент получения английской короны Иоанном Безземельным в обход прав малолетнего племянника, сына его рано умершего старшего брата. Около 1204 года умерла ещё и Матильда Перси, сестра матери Ричарда, после чего возник спор о наследовании её земель, в результате достигнутого компромисса большая часть владений Матильды унаследовал Уильям де Перси, племянник Ричарда. После достижения Уильямом совершеннолетия в 1214 году он предъявил права и на остальные владения, которыми владел Ричард. Юридический спор о наследстве Перси продолжался до самой смерти Ричарда. Согласно «Красной книге Эксетера» около 1210/1212 года в состав владений Ричарда де Перси входило 15 рыцарских авуаров.
В первые годы правления Иоанна Безземельного Ричард принимал участие в королевских экспедициях. Однако в 1214 году Ричард отказался сопровождать Иоанна во Францию, став одним из северных баронов, начавших борьбу против короля, закончившуюся подписанием Великой хартии вольностей. 7 мая 1215 года он был одним из делегатов, отправленных к Иоанну для изложения требования баронов. Ричард был одним из 25 баронов, которые заставили короля Иоанна подписать Великую хартию вольностей, за что 26 декабря 1215 годом они были отлучены папой Иннокентием III от церкви.
В 1216 году Ричард и другие северные бароны подчинили Йоркшир дофину Людовику Французскому. После смерти Иоанна Безземельного владения Ричарда 11 мая 1217 года королевским распоряжением были переданы его племяннику Уильяму, однако уже 2 ноября возвращены.
В 1218 году Ричард помогал в осаде Ральфа де Гожи в Ньюаркском замке. В 1221 году Ричарда в числе трёх баронов обвинили в разрушении замка Скиптон. В 1224 и 1230 годах Ричард участвовал в кампаниях короля Генриха III. С 1236 года имя Ричарда в числе других свидетелей встречается в актах.
В правление Генриха III Ричард держался в тени, не играя особой роли в королевской политике. Однако Матвей Парижский сообщает, что в 1237 году на заседании парламента, когда бароны решили обособленно обсудить требования короля, Гилберт Бассет предложил Генриху III отправить некоторых из друзей на это совещание. Его слова услышал Ричард де Перси, который воскликнул:

Что вы такое говорите, друг Гилберт? Разве мы чужаки здесь, разве мы не друзья короля? Оригинальный текст (англ.)What did you say, friend Gilbert? Are we foreigners then, and not friends of the king?— Матвей Парижский, Большая хроника, III, 381–382
Ричард был женат дважды. Известно, что у него был сын, Генри, однако он, вероятно, был незаконнорождённым, поскольку не претендовал на отцовское наследство. Ричард умер в 1244 году, до 18 августа
При жизни Ричард сделал ряд дарений: монастырю Святого Ло в Руане, аббатствам Соллей и Фонтене. Последнему он передал Литтон и Литтондейл в обмен на доход в 100 фунтов в год до конца жизни. Ричард был похоронен или в аббатстве Фонтене, или в аббатстве Уайтби.

## Семья

### Брак и дети
1-я жена: Алиса. Её происхождение неизвестно, детей от этого брака не было.
2-я жена: Агнес де Невилл (ум. между 16 июня 1285 и 20 июля 1293), дочь Джеффри (VII) де Невилла из Рэби и Джоан Монмут. Детей от этого брака не было. После смерти мужа Агнес вышла замуж вторично, её супругом стал Жан (Джон) II Денкур из Бленкли (ум. 1257).
Известно, что у Ричарда был один сын, который, вероятно, был незаконнорождённым:
- Генри де Перси (ум. после 1267)

## Комментарии
1. ↑  Замок Топклиф оставался главной резиденцией Перси вплоть до покупки замка Алник.